# Grand Harlequinade
Grand Harlequinade è un cortometraggio muto del 1912 diretto da W.P. Kellino.

## Trama
Un'arlecchinata natalizia.

## Produzione
Il film fu prodotto dalla EcKo.

## Distribuzione
Distribuito dalla , il film - un cortometraggio in una bobina - uscì nelle sale cinematografiche britanniche nel novembre 1912.